# Acer ukurunduense
Acer ukurunduense é uma espécie de árvore do gênero Acer, pertencente à família Aceraceae.